# Confettura calabrese
La mermelada calabresa (en italiano: confettura calabrese) es una mermelada hecha a base de peperoncino picante (ají, chile o guindilla), típica de la región de Calabria, en el sur de Italia. Tiene un sabor dulce y picante, que untado en pan tostado marida bien con vinos blancos y quesos de sabor fuerte como el queso de cabra. También se puede usar en platos de pasta, pizza, carne o pescado.

## Ají en Calabria
Calabria es conocida en la República italiana por albergar las variedades más picantes de pimientos (en calabrés, pipìrusu, piparùlu o piparùsciu), los cuales están protegidos con el sello Denominación de Origen.  Algunas de estas variedades son el diavolicchio calabrese (pequeño y alargado), el tondo calabrese (pequeño y redondeado, usado para rellenarse con queso o atún) o el cornetto piccante (más grande y de menor pungencia). Estas variedades pueden alcanzar las 25.000 o incluso 50.000 shu, equivalente a la pungencia de un chile tabasco, de árbol o una cayena. 
El ají es considerado el «oro rojo» de Calabria, ingrediente fundamental de su gastronomía local. Se consumen frescos o secos, macerado en aceite (olio santo), en embutidos como la 'nduja o la salsiccia, la bomba calabrese, alici al peperoncino, la grappa al peperoncino di Calabria etcétera. La aparición del pimiento picante de origen americano en las cocinas del sur de Italia es muy temprano, pues se tiene constancia ya en 1526, cuando el territorio formaba parte del Imperio Español. Hoy en día es un producto totalmente integrado en la cocina local calabresa, e incluso en la villa de Diamante, Provincia de Cosenza, se fundó la Accademia Italiana del Peperoncino, que organiza desde 1992 el «Festival del Peperoncino».

## Preparación
Los ajíes frescos se lavan y se les retiran tallos y semillas. Se trituran y se cuecen en la olla con azúcar y vinagre de manzana o de vino, a fuego lento y por largo tiempo (entre media y una hora), hasta que obtenga la textura deseada. Una vez hecha la confettura, se suele esterilizar en frascos cerrados herméticamente para alargar su vida útil por meses.